# Valdresflya

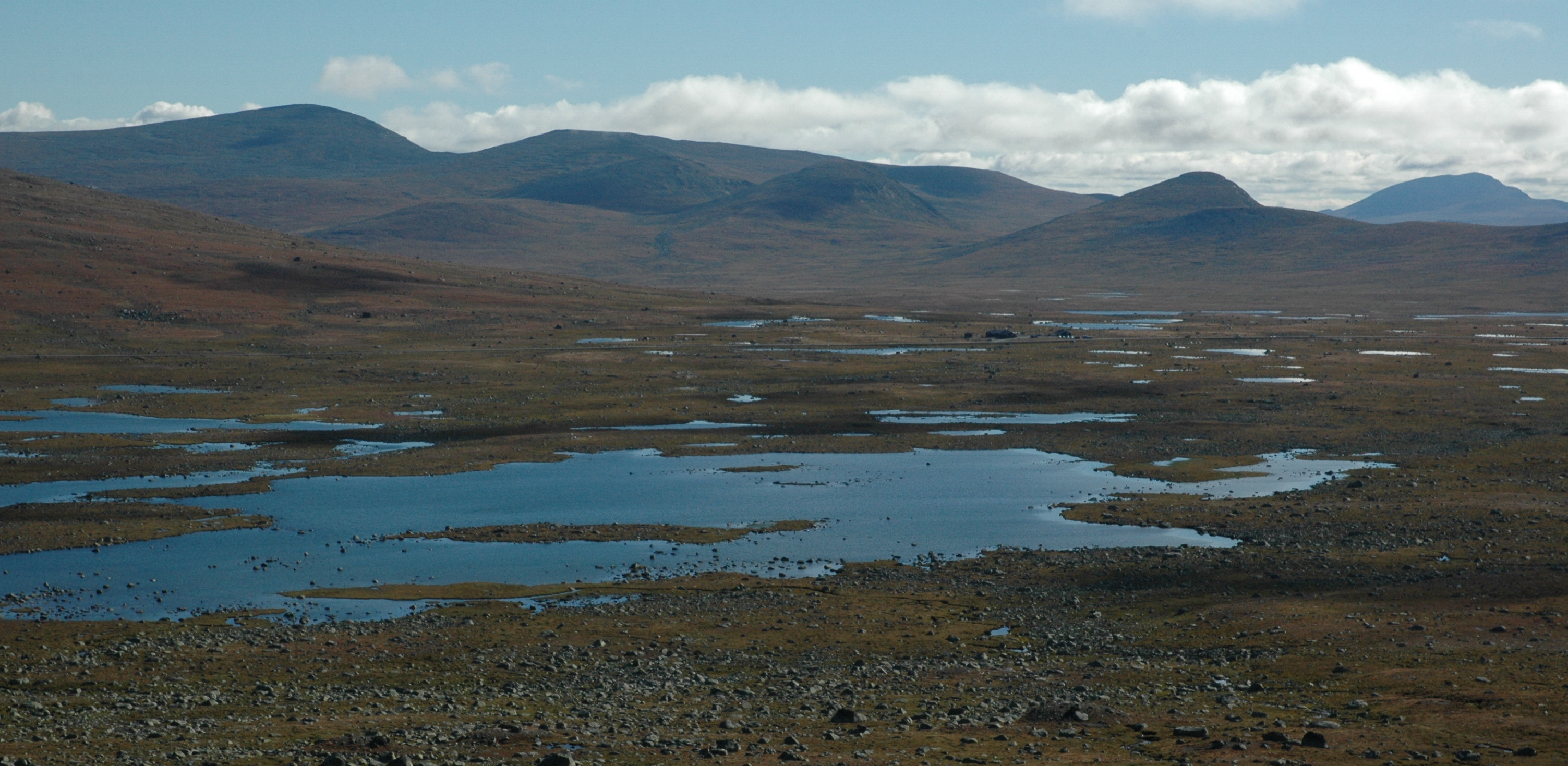
Valdresflya gezien vanuit het noorden.

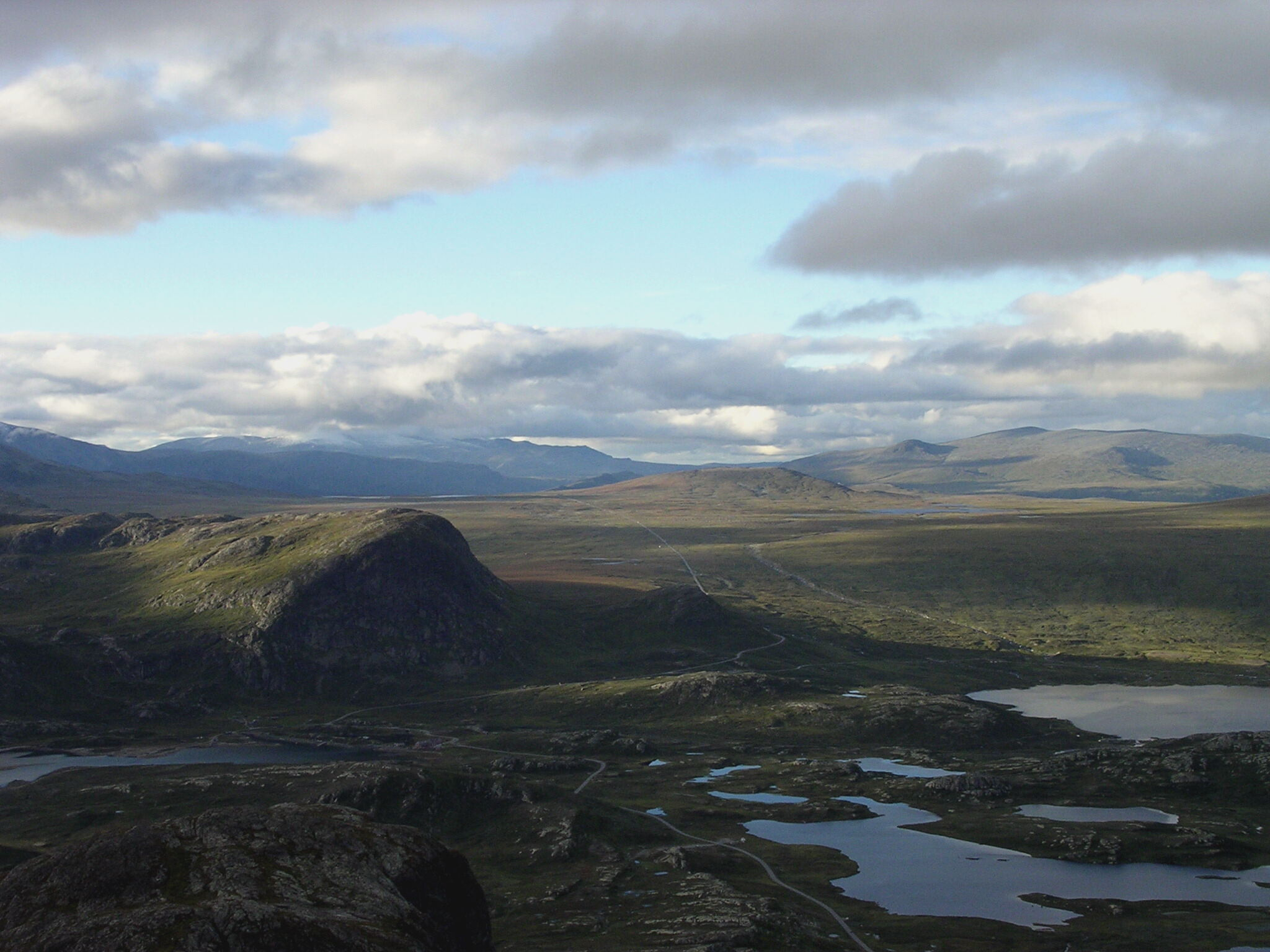
Valdresflya vanaf de Bitihorn

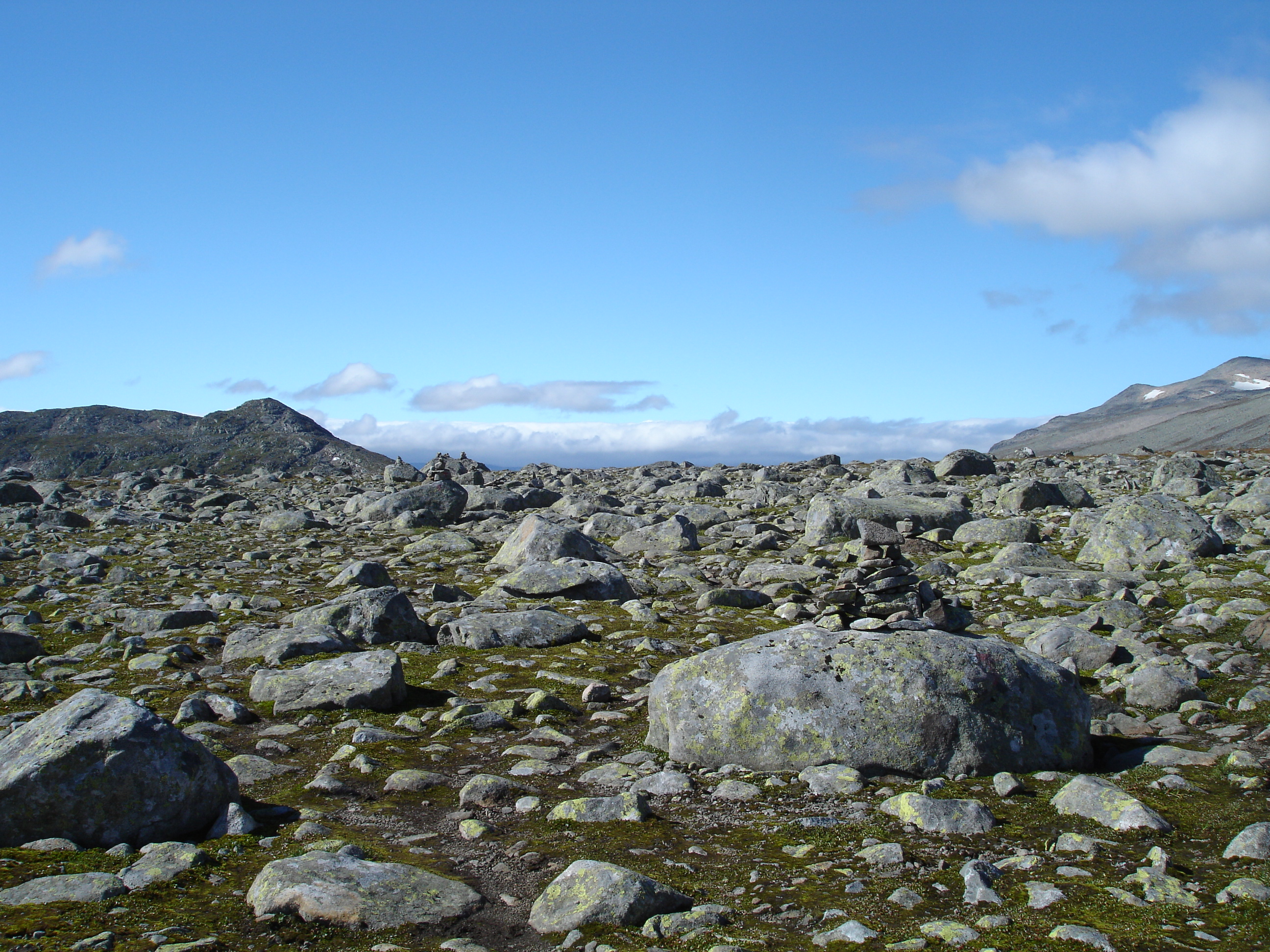
Valdresflya met stenen en zwerfkeien

Valdresflya is het gebied rondom de weg RV 51 in het district Valdres in de provincie Innlandet in het midden van Noorwegen. Het hoogste punt is op 1.389 meter.
Het gebied bestaat uit een ruig, kaal landschap met veel stenen en zwerfkeien uit de IJstijd met een alpine begroeiing met korstmos en weinig bebouwing. Daardoor heeft het een heel eigen sfeer, een soort maanlandschap. Er zijn diverse meren zoals Bygdin en Vinstri. Ook is er de berg Bitihorn.
Øystre Slidre is na Fagernes de enige gemeente in dit gebied.

## Externe links

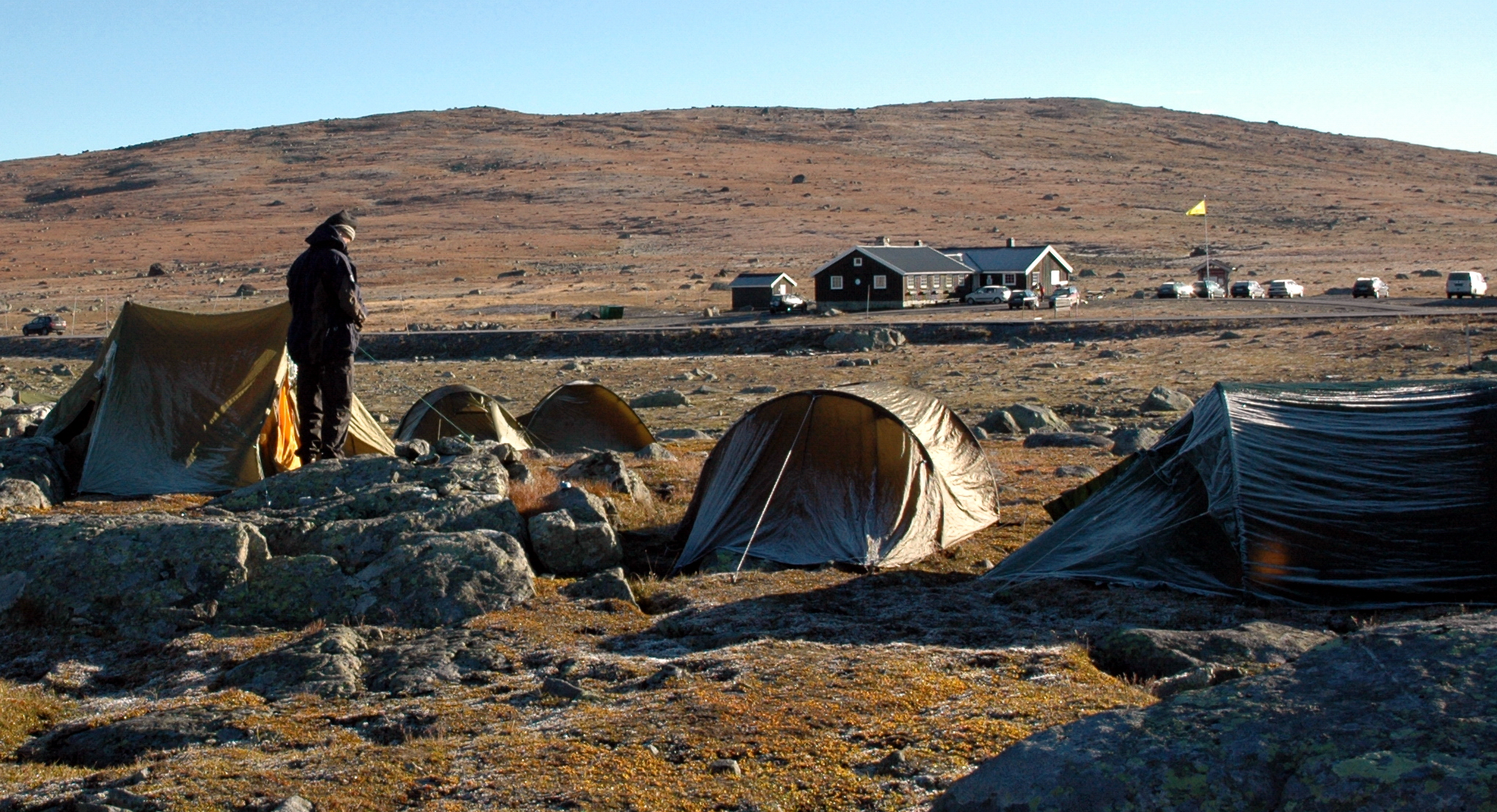
Valdresflya met Valdresflya-vandrerhjem op de achtergrond